# 戈爾德弗拉特 (加利福尼亞州)
戈爾德弗拉特（英語：Gold Flat）是位於美國加利福尼亞州內華達縣的一個非建制地區。該地的面積和人口皆未知。

## 地理
戈爾德弗拉特的座標為39°14′46″N 121°01′28″W / 39.24611°N 121.02444°W，而該地的平均海拔高度為808米（即2651英尺）。